# جون بيل جونيور
جون بيل جونيور (بالإنجليزية: John Bell)‏ هو نحات ورسام أمريكي، ولد في 4 أكتوبر 1937 في فورت سميث في الولايات المتحدة، وتوفي في 8 نوفمبر 2013 بسبب سرطان المعدة.